# АКСК Црвена звезда
Аутомобилски картинг спортски клуб Црвена звезда је аутомобилски клуб из Београда. Клуб је део Спортског друштва Црвена звезда.

## Историја
Аутомобилски спортски клуб Црвена звезда је основан у пролеће 1946. године, а на првој послератној трци око Калемегдана су учествовали сви чланови секције. Након почетних успеха, рад секције је замро да би поново био регистрован 21. фебруара 1971. године, на иницијативу заљубљеника у овај спорт: Михаела Кулунџића, Слободана Милошевића и Драгана Срећковића. 1972. године Златко Франковић је освојио титулу у рели тркама, а Михаел Кулунџић је постао шампион у брдским тркама. Следеће године шампион у рели тркама постао је Павле Комненовић, један од наших најбољих аутомобилиста свих времена.
1974. године АСК Црвена звезда је освојио две титуле екипног шампиона Југославије (у релију и кружним тркама). Шампиони су постали: Момир Филиповић, Миодраг Перовић и Бранко Нађ, а наредне године је одбрањена титула у релију (Владимир Драгосавац, Павле Комненовић и Бранко Нађ). Клуб је отворио сопствену радионицу за прављење тркачких аутомобила, а 1988. године постао је државни првак у вожњи на кружним стазама.
Средином деведесетих АСК Црвена звезда се такмичио на неколико трка, а 1998. године престаје са радом.
Клуб је обновљен 2016. године под називом Аутомобилски картинг спортски клуб Црвена звезда (АКСК Црвена звезда).